# Japanning
|  | Dieser Artikel wurde auf der Qualitätssicherungsseite des Projekts Bildende Kunst eingetragen. Die Mitarbeiter der QS-Bildende Kunst arbeiten daran, die Qualität der Artikel aus dem Themengebiet Kunst auf ein besseres Niveau zu bringen. Bitte hilf mit, die Mängel dieses Artikels zu beheben und beteilige Dich an der Diskussion. |

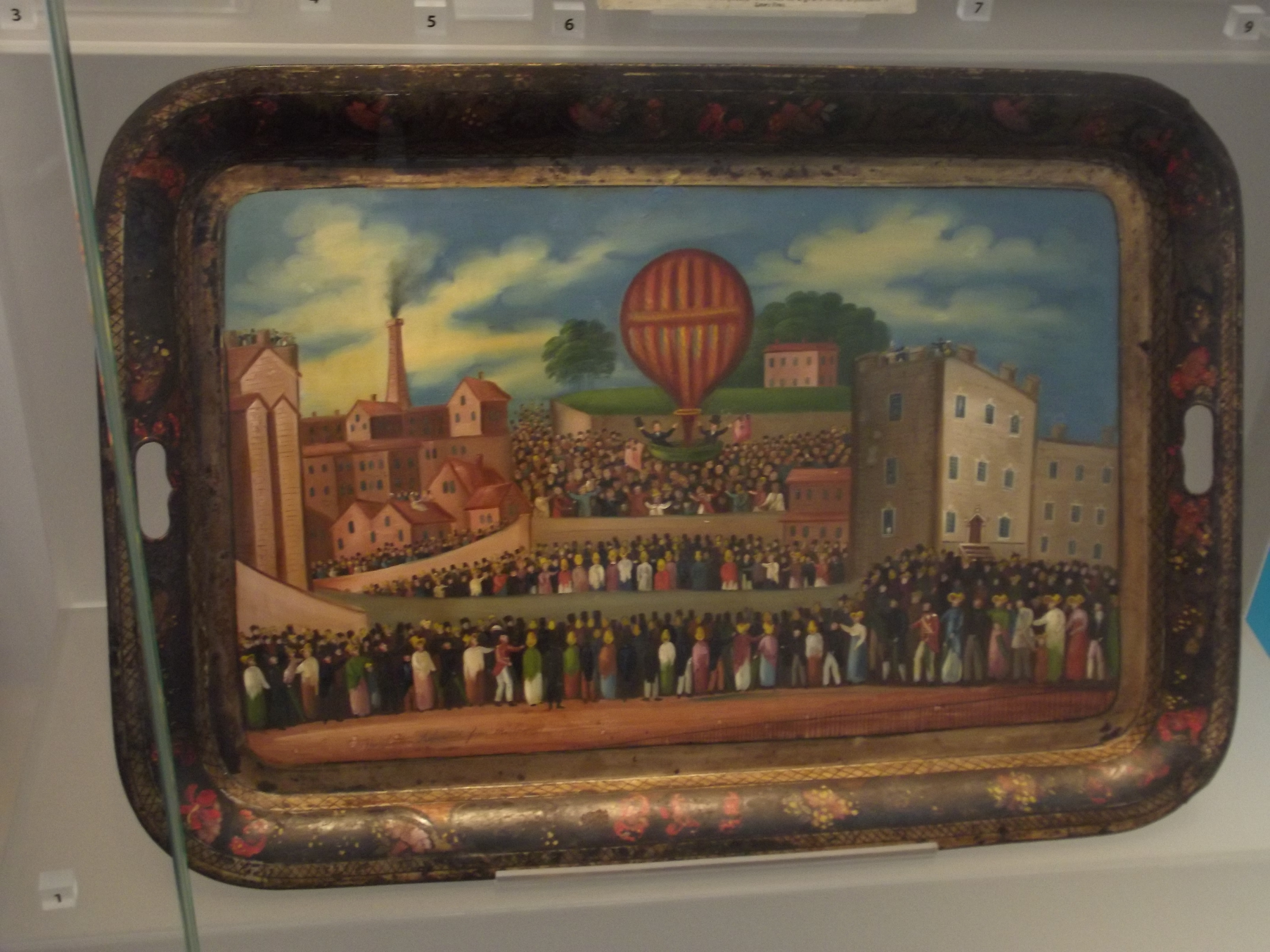
Georgian Japanned Zinn Teetablett – stark abgenutzt – schwarzer Lack und vergoldet hergestellt in Birmingham, UK

Japanning ist eine Art Finish, das als europäische Nachahmung asiatischer Lacke entstanden ist. Es wurde zuerst für Möbel verwendet, später jedoch häufig für kleine Metallgegenstände. Das Wort entstand im 17. Jahrhundert. Amerikanische Arbeit wird häufiger als Toleware bezeichnet.

## Herstellung
Obwohl oft als Lack bezeichnet, unterscheidet es sich von echtem ostasiatischen Lack, der durch Beschichten von Objekten mit einer Zubereitung hergestellt wird, die auf dem getrockneten Saft des Lackbaums (Toxicodendron vernicifluum) basiert, der in Europa nicht erhältlich war.
Japanning ist meistens ein schwerer schwarzer „Lack“, fast wie Emaillefarbe. Schwarz ist weit verbreitet und Japanning wird oft als Synonym für Schwarz-Japanning angesehen. Bei der europäischen Technik werden Lacke auf Harzbasis verwendet, ähnlich wie Schellack, die in hitzegetrockneten Schichten aufgetragen und anschließend poliert werden, um ein glattes, glänzendes Finish zu erzielen. Es kann auch in Rot, Grün und Blau kommen.
Ursprünglich aus Indien, China und Japan als dekorative Beschichtung für Töpferwaren stammend, gelangte es im 17. Jahrhundert nach Europa. Im späten 17. Jahrhundert führten die hohe europäische Nachfrage und Gerüchte, dass qualitativ hochwertigere Stücke nicht exportiert wurden, zu einem Produktionsstart in Italien. In seiner traditionellen Form wurden goldene Designs und Bilder verwendet, um einen Kontrast zur schwarzen Grundfarbe zu bilden.

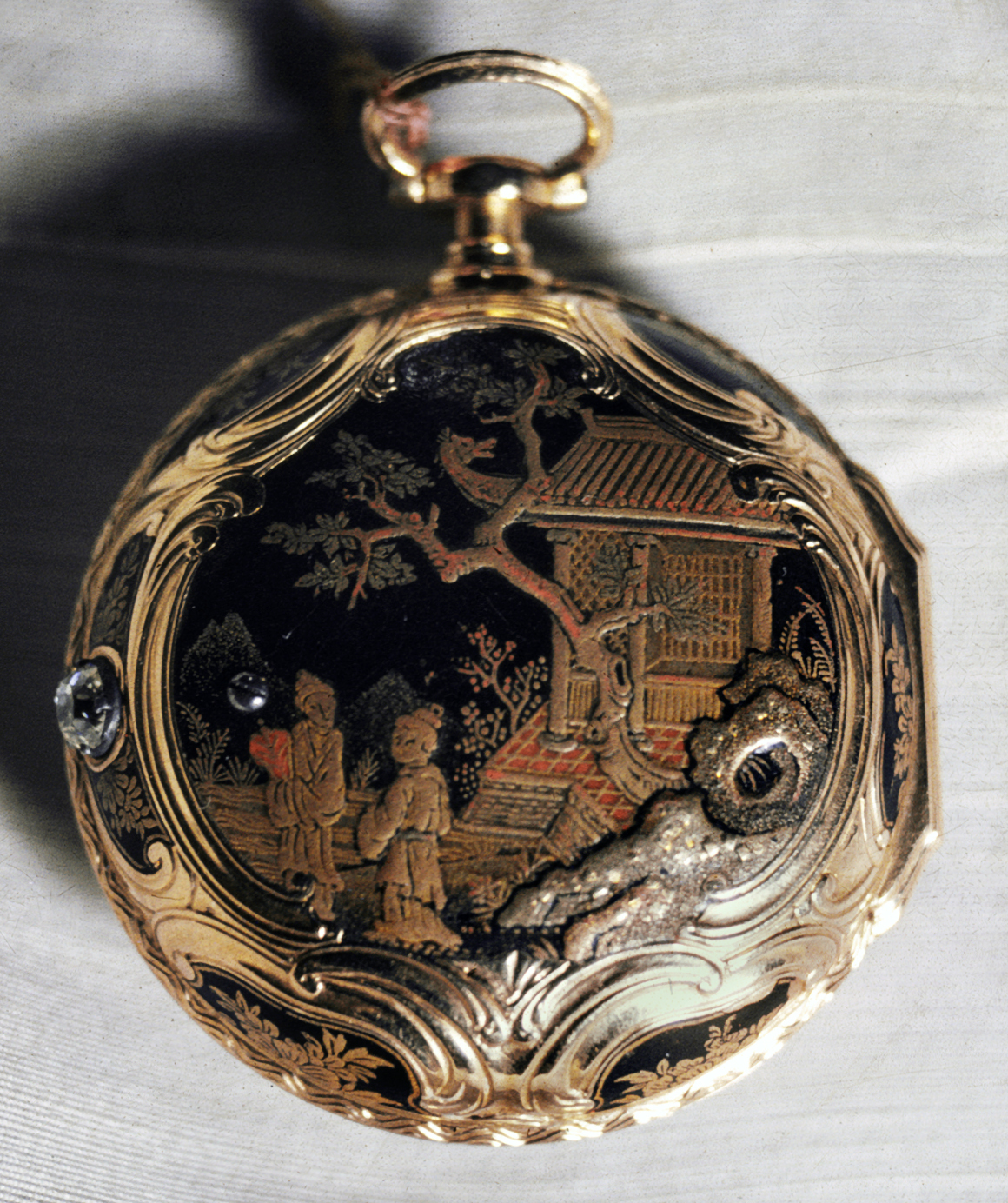
Eine lackierte Taschenuhr aus dem 18. Jahrhundert

## Entwicklung in Europa
Als die Nachfrage nach allem, was lackiert wurde, zunahm, verbreitete sich auch die italienische Technik zur Nachahmung asiatischer Lacke. Die Kunst des Japanens entwickelte sich im 17. Jahrhundert in England, Frankreich, Italien und den Niederlanden. Die Technik wurde in Handbüchern wie Stalker und Parkers Abhandlung über das Japanning und Lackieren beschrieben, die 1688 in Oxford veröffentlicht wurden. Das koloniale Boston war ein wichtiges Zentrum des Japanning-Handels in Amerika, wo mindestens ein Dutzend Tischler es zu ihren Spezialitäten zählten. In England wurde Decoupage, die Kunst, Papierausschnitte auf andere Gegenstände aufzubringen, sehr beliebt, insbesondere die botanisch inspirierten Werke von Mary Delany.

### Wolverhampton und Bilston

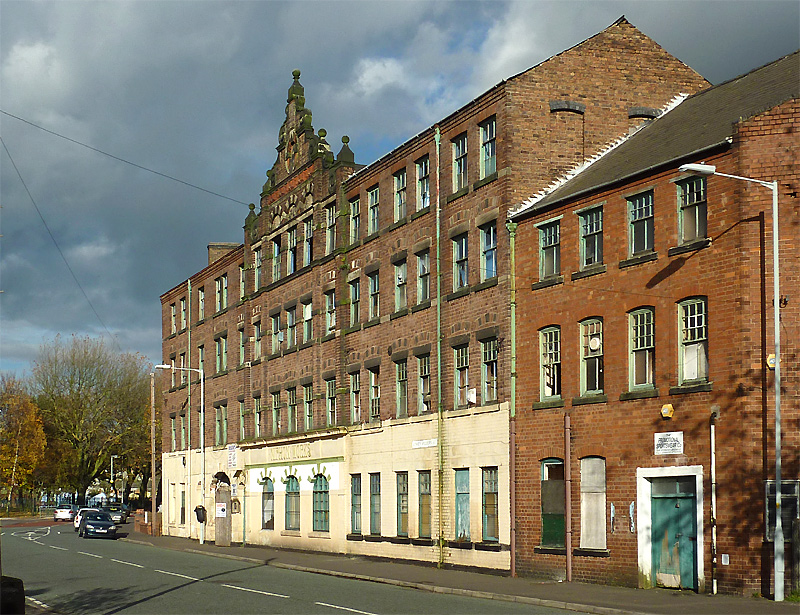
Robert Stroud & Co's Niphon (Japan) Works, c. 1865. Lower Villiers Street, Blakenhall Wolverhampton

Wolverhampton und Bilston waren wichtige Zentren für die Herstellung von lackierter Ware. Handelsverzeichnisse für 1818 listen 20 Firmen von Japanern in Wolverhampton und 15 in Bilston auf. Laut Samuel Timmins 'Buch Birmingham and the Midland Hardware District, das 1866 veröffentlicht wurde, waren zu dieser Zeit in Wolverhampton und Bilston 2000 Mitarbeiter in der Japan- und Weißblechindustrie beschäftigt. Die Größe der japanischen Firmen reichte von kleinen  Familienwerkstätten, die oft an das Haus des Eigentümers angrenzten, bis zu einigen großen Fabriken mit über 250 Mitarbeitern. In den größeren Werkstätten fanden die Herstellung von Weißblech- und Pappmaché-Artikeln sowie der Japanning-Prozess unter einem Dach statt, während in kleinen Werkstätten nur ein oder zwei der Gewerke ausgeführt wurden, in der Regel Weißblecharbeiten und Japanning.

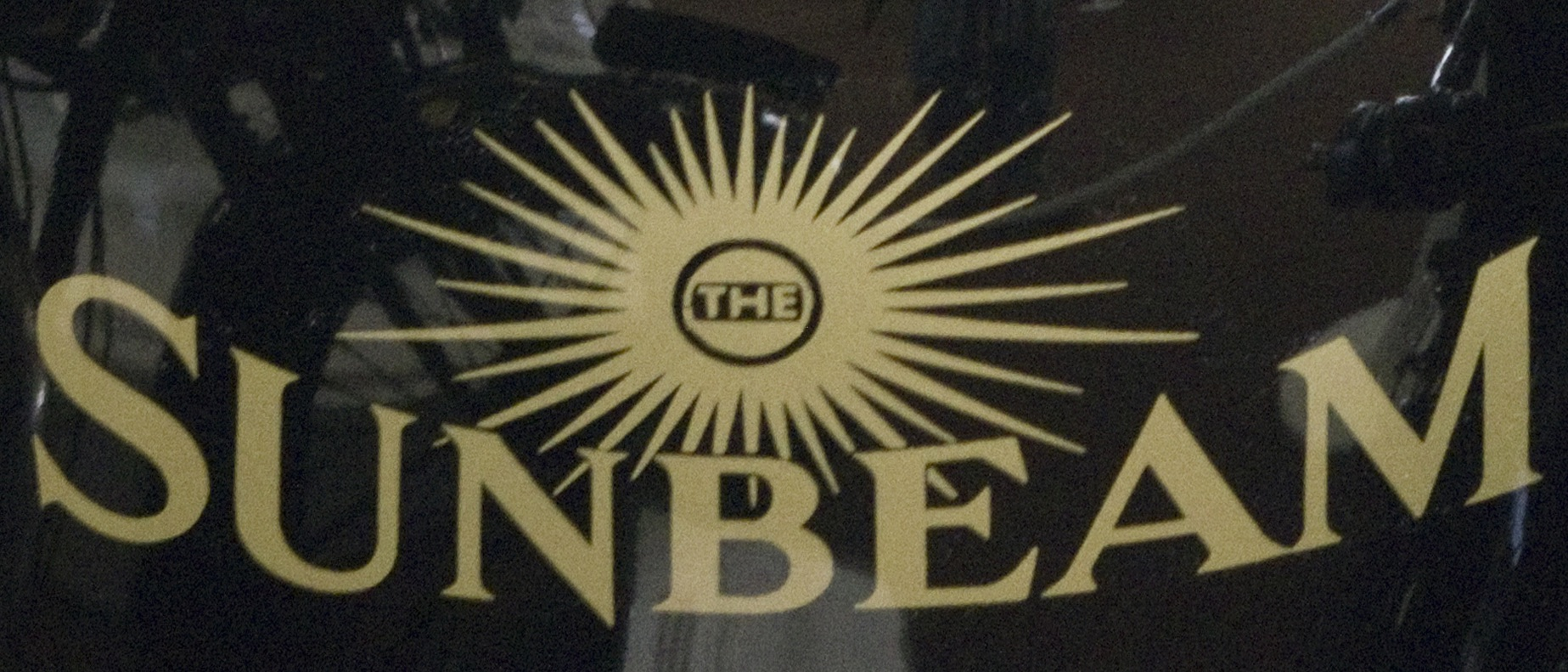

Auf dem Höhepunkt seiner Popularität war in jedem bürgerlichen Haus reich dekoriertes lackiertes Geschirr zu sehen, aber ab Mitte des 19. Jahrhunderts begann sich dies zu ändern. In den 1880er Jahren war die japanische und Weißblechindustrie rückläufig. Dies war teilweise auf Veränderungen in Mode und Geschmack und teilweise auf die Entwicklung der Galvanisierung zurückzuführen. Als Reaktion darauf konzentrierten sich die Hersteller von lackierter Ware auf zweckmäßigere Gegenstände, einschließlich lackierter Geldkassetten. Viele wandten sich anderen Berufen zu, darunter Emaillieren, Galvanisieren und der Herstellung von Kupfer- und Messingkohlebehältern, Brandschutzgittern und Wasserkochern. In den 1920er Jahren war die dekorative Lackwarenindustrie der West Midlands weitgehend ausgestorben. Viele Firmen begannen, die neu gegründete Fahrrad- und Kraftfahrzeugindustrie mit lackiertem Metall zu beliefern, und einige stellten sogar ihre eigenen Fahrräder her. Am erfolgreichsten war John Marston, dessen japanische Fabrik 1887 mit der Herstellung von Fahrrädern begann. Der Teil des Geschäfts mit der Fahrradherstellung wurde schnell erfolgreicher als die Herstellung von dekorativ lackierten Waren. Marstons Frau fand, dass das Gold auf den schwarz lackierten Fahrrädern wie Sonnenstrahlen aussah und die Fahrräder als Sunbeam bezeichnet wurden und ihre Fabrik Sunbeamland hieß.

## Metall mit Japanning
Eisenwaren wurden aus dekorativen Gründen schwarz lackiert. Es wurde auch verwendet, um es rostfrei zu machen, geeignet zum Tragen von Wasser. In Pontypool und Usk entwickelte sich eine bedeutende Industrie, kurz bevor in der Region Weißblech hergestellt wurde. Japanische Ware wurde 1719 auch in Bilston und später anderswo in der Gegend hergestellt.

## Anwendungen
Die Technik wurde auch entwickelt, um Metallgegenstände wie Nähmaschinen, Handhobel, Bauzubehör und in Nordamerika vor Mitte der 1930er Jahre hergestellte Wasserzähler zu schützen. Später wurde es als Isolierfolie auf Transformatorblechen verwendet. Es wurde auch als Substrat für den fotografischen Farbprozess verwendet.

## Bibliografie
- Emily Eerdmans: Classic English Design and Antiques: Period Styles and Furniture: The Hyde Park Antiques Collection. Rizzoli International Publications, New York 2006, ISBN 978-0-8478-2863-0, The International Court Style: William & Mary and Queen Anne, 1689–1714: The Call of the Orient, S. 22–25 (englisch).